# Jetzendorf
Jetzendorf est une commune de Bavière (Allemagne), située dans l'arrondissement de Pfaffenhofen an der Ilm, dans le district de Haute-Bavière.

## Personnalités
- Michael Buchberger (1874-1961), évêque de Ratisbonne